# Tam Bành
Tam Bành (Chữ Hán: 三彭) là ba vị thần được coi là trú ngụ bên trong con người theo tín ngưỡng Đạo giáo.